# Rhachidosorus
Rhachidosorus je rod kapradin a jediný rod samostatné čeledi Rhachidosoraceae, řazené do řádu osladičotvaré. Jsou to pozemní kapradiny s 2x až 3x zpeřenými listy. Rod zahrnuje 8 druhů a je rozšířen v subtropické a tropické Asii, kde roste v podrostu lesů.

## Popis
Zástupci rodu Rhachidosorus jsou středně velké, stálezelené kapradiny, rostoucí na zemi nebo na skalách. Oddenek je přímý nebo častěji plazivý, podzemní, s růstovým vrcholem pokrytým hnědými, kopinatými, celokrajnými plevinami. Listy jsou až 2 metry dlouhé, 2x až 3x zpeřené, bylinné, nejširší na bázi. Žilky jsou volné, končící před listovým okrajem. Postranní žilky jsou většinou vidličnaté nebo zpeřené, výjimečně jednoduché. V bázi řapíku listu jsou 2 cévní svazky, později se spojující v jediný svazek tvaru U. Výtrusné kupky jsou protáhlé, někdy srpovité, umístěné po jedné straně žilek. Ostěry mají podobný tvar jako kupky a jsou poněkud ztlustlé. Spory jsou monoletní, hnědé.

## Rozšíření
Rod Rhachidosorus zahrnuje 8 druhů a je svým rozšířením omezen výhradně na Asii. Areál sahá od Číny po Japonsko, Filipíny a Sumatru. Jsou rozšířeny zejména v subtropických a tropických oblastech, kde rostou charakteristicky v podrostu lesů, často na zásaditém, vápencovém podkladu.

## Taxonomie
Rod Rhachidosorus je nově řazen do samostatné čeledi Rhachidosoraceae. V minulosti byl řazen do blízkosti morfologicky velmi podobného rodu Athyrium (papratka), případně byl i jeho součástí nebo součástí příbuzného rodu Diplazium.